# Улица Муйтас
Улица Муйтас — небольшая улица в историческом центре Риги.

## География
Улица Муйтас начинается от правого берега Западной Двины (набережная 11 ноября) и идёт в северо-восточном направлении. Пересекает улицу Цитаделес и упирается в бульвар Кронвалда. Общая протяжённость улицы составляет 354 м.

## История
Улица Муйтас числится в списке улиц Риги с 1876 года под своим современным названием (нем. Zollstrasse, рус. Таможенная улица), которое не менялось за всю историю, за исключением периода с 1942 по 1944 год, когда она называлась Майор-Флетчер-штрассе (Major Fletcher Straße), в честь немецкого военного Альфреда Флетчера.